# Robert Gibson
Robert Lee Gibson (* 30. října 1946, Cooperstown, New York, USA) je letec a mnohonásobný bývalý americký astronaut z letů raketoplány.

## Život

### Mládí a výcvik
Po základní a střední škole pokračoval ve studiích na univerzitě (California Polytechnic State University), získal titul leteckého inženýra a stal se zkušebním pilotem ve středisku Patuxent River, příslušníkem armády.
V době výběru (rok 1978) do týmu astronautů NASA byl ženatý a s manželkou měl jedno dítě..

### Lety do vesmíru

#### STS-41-B
Poprvé letěl v únoru 1984 na palubě raketoplánu Challenger při osmidenní misi STS-41-B, desátém letu raketoplánu vůbec. Bylo mu 37 let. Osádku raketoplánu tvořili: Vance Brand, Robert Gibson, Bruce McCandless, Ronald McNair a Robert Stewart. Během letu byly uvedeny na oběžnou dráhu družice Westar 6, Palapa B2, ty však nezačaly fungovat. Start i přistání byly na Floridě na Kennedyho vesmírném středisku.

#### STS-61-C
Po dvou letech se zúčastnil svého druhého letu, tentokrát na palubě Columbie, kde byla sedmičlenná osádka, které Robert Gibson velel. Doprovázeli ho pilot Charles Bolden, trojice letových specialistů Franklin Chang-Diaz, Steven Hawley a George Nelson a dva specialisté pro užitečné zatížení, inženýr Robert Cenker od firmy RCA a zástupce Demokratické strany za stát Floridu ve Sněmovně reprezentantů Clarence Nelson. Start byl z mysu Canaveral, kosmodrom Kennedy Space Center. Během letu vypustili družici Satcom. Přistáli na základně Edwards v Kalifornii.

#### STS-27
Potřetí letěl na orbitální dráhu kolem Země v prosinci roku 1988 na raketoplánu Columbia a to již jako velitel s titulem komandér (fregatní kapitán) Robert L. Gibson. V posádce měl : pplk. Guy Gardner, plk. Richard Mullane, pplk. Jerry Ross a konečně fregatní kapitán William Shepherd. Byl to let utajovaný, vojenský, jen čtyřdenní, během něj byla vypuštěna špionážní družice Lacrosse v ceně 500 mil.dolarů. I tentokrát přistáli v Kalifornii.

#### STS-47
I čtvrtý let absolvoval jako velitel, kpt. Robert L. Gibson, přezdívaný „Hoot“. Tedy "Hejkal" nebo "Chechtal", protože to hoot znamená v angličtině houkat jako sova nebo hýkat smíchy. V posádce byl: mjr. Curtis Brown Jr., pplk. Mark Lee, Jerome Apt a tři nováčci, Jane Davisová, první černošská astronautka Mae Jemisonová, japonský astronaut dr. Mamoru Mohri. Během letu vykonali desítky různých experimentů. Přistáli na základně Edwards.

#### STS-71
Svůj poslední pátý let absolvoval v roce 1995 na Atlantisu. Spolu s ním letěli pplk. Charles Precourt, dr. Ellen Bakerová, Gregory Harbaugh, dr. Bonnie Dunbarová , Rusové Anatolij Solovjov a Nikolaj Budarin. Měli sebou laboratoř Spacelab, během letu se připojili k vesmírné stanici Mir (raketoplán poprvé) a došlo k novému rekordu, když se zde naráz shromáždilo 10 kosmonautů. Zpátky na Zem (přistáli opět na základně Edwards) sebou vezli také tři kosmonauty z Miru, Vladimíra Děžurova, Gennadije Strekalova a Normana Thagarda. Na Miru naopak zůstali Solovjov a Budarin.

#### Přehled absolvovaných letů
- STS-41-B Challenger (3. února 1984 – 11. února 1984)
- STS-61-C Columbia (12. ledna 1986 – 18. ledna 1986)
- STS-27 Atlantis (2. prosince 1988 – 6. prosince 1988)
- STS-47 Endeavour (12. září 1992 – 20. září 1992)
- STS-71 Atlantis (27. června 1995 – 7. července 1995)

Strávil ve vesmíru 36 dní, je zapsán jako 132. člověk ve vesmíru.

### Po letech
V letech 1992-1994 byl zaměstnán v Johnsonově vesmírném středisku v Houstonu.